# アラン・ハインバーグ
アラン・ハインバーグ（Allan Heinberg, 1967年6月29日 - ）は、アメリカ合衆国のコミックのライター、テレビのプロデューサー・脚本家である。

## 来歴
マーベルコミックスで『ヤング・アベンジャーズ』を執筆し、テレビシリーズ『The Naked Truth』、『サンフランシスコの空の下』、『セックス・アンド・ザ・シティ』、『ギルモア・ガールズ』、『The O.C.』、『グレイズ・アナトミー 恋の解剖学』、『ルッキング』、『スキャンダル 託された秘密』で脚本を務めた。
ハインバーグの『ヤング・アベンジャーズ』は商業的に成功を収め、同シリーズではゲイのキャラクターのウィッカンとハルクリングを登場させた。ハインバーグ自身もゲイであることを公表している。
オクラホマ州タルサのブッカー・T・ワシントン高等学校とイェール大学を卒業した。ハインバーグはブロードウェイの『Laughter on the 23rd Floor』とオフブロードウェイの『Hello Muddah, Hello Fadduh』、『Hannah...1939』で演技経験がある。
The CWで企画されていたワンダーウーマンを基にしたテレビシリーズ『Amazon』では製作総指揮を務める予定であった。